# Irreverzibilitás
Irreverezibilisnek azokat a folyamatokat nevezik a termodinamikában, amik csak az egyik irányban mehetnek végbe. (Más szóval, ha egy ilyen folyamatot filmre veszünk, és visszafelé játsszuk le, a látott folyamat nem létezhet a valóságban.) Például a víz elpárologhat egy napra kitett pohárból, a levegőben levő pára azonban soha nem fog összegyűlni a pohárban.
Az irreverzibilitás elméleti hátterét az entrópia fogalma adja meg: ez azt számszerűsíti, hogy egy rendszer mennyire van rendezett állapotban. A termodinamika második főtétele szerint egy zárt rendszer entrópiája (statisztikai értelemben) sohasem csökken, mert a rendezetlenebb állapotba való átmenet esélye sokkal nagyobb, mint a rendezettbe valóé.
Az irreverzibilitás eredete sokáig rejtély volt, mert a fizika alapvető törvényei időben szimmetrikusak (CPT-szimmetria), ezért nem vezethető le belőlük egy időben aszimmetrikus törvény (ez a Loschmidt-paradoxon). Egy lehetséges magyarázatot a kvantummechanika szolgáltat, az állapotfüggvény összeomlása ugyanis időben nem szimmetrikus.
Egy másfajta irreverzibilitást fogalmaz meg az evolúcióbiológiában Dollo törvénye.